# باشگاه فوتبال کلانتان
باشگاه فوتبال کلانتان (مالایی: Kelab Bola Sepak Kelantan) یک باشگاه فوتبال حرفه ای مالزیایی است که در کوتا بهارو، کلانتان واقع شده‌است. این باشگاه در سوپر لیگ مالزی بازی می‌کند، که از سال ۲۰۲۳ در رده برتر فوتبال مالزی قرار دارد. این باشگاه که در سال ۱۹۴۶ تأسیس شد، رقابت دیرینه ای با باشگاه فوتبال ترنگانو، دو باشگاه ساحل شرقی دارد که در آنچه به نام دربی ساحل شرقی شناخته می‌شود، رقابت می‌کند. خانه آنها استادیوم ۲۲۰۰۰ نفری سلطان محمد چهارم است. رنگ‌های کیت معمولی کلانتان، پیراهن قرمز و شورت با طرح سفید در کناره است.